# Ярошівська вулиця
Я́рошівська ву́лиця — зникла вулиця, що існувала в Дніпровському районі міста Києва, місцевість Куликове. Пролягала від вулиці Остафія Дашкевича до вулиці Едуарда Вільде.

## Історія
Вулиця виникла у середині ХХ століття під назвою Новий провулок. Назву Ярошівська вулиця набула 1957 року.
Ліквідована на початку 1980-х років у зв'язку зі знесенням старої забудови колишнього селища Куликове та частковим переплануванням місцевості.